# Merida hrabra
Merida hrabra (eng. Brave) je američki račulno-animirani film studija Pixar iz 2012. godine.
Radnja filma smještena je u planinske krajeve Škotske i prati princezu Meridu koja se odupire starim običajima.
Film je osvojio Oscar za najbolji animirani film godine 2012. 

## Hrvatska sinkronizacija
| Uloge           | Originalna verzija | Hrvatska verzija |
| --------------- | ------------------ | ---------------- |
| Merida          | Kelly Macdonald    | Judita Franković |
| Elinor          | Emma Thompson      | Ksenija Pajić    |
| Fergus          | Billy Connolly     | Ljubo Zečević    |
| Vještica        | Julie Walters      | Slavica Knežević |
| Knez Dingwall   | Robbie Coltrane    | Draško Zidar     |
| Knez Macguffin  | Kevin McKidd       | Sreten Mokrović  |
| Knez Macintosh  | Craig Ferguson     | Livio Badurina   |
| Maudie          |                    | Mirela Brekalo   |
| Mladi Macguffin |                    | Goran Malus      |
| Mladi Macintosh | Steven Cree        | Hrvoje Klobučar  |
| Mladi Dingwall  | Callum O'Neill     | Marko Makovičić  |
| Vrana           | Steve Purcell      | Ozren Grabarić   |
| Martin          | Patrick Doyle      | Denin Serdarević |
| Gordon          | John Ratzenberger  | Ozren Grabarić   |
| Mala Merida     | Peigi Barker       | Iva Vučković     |

Ostali glasovi
Hana Hegedušić, Goran Vrbanić, Dinko Vujević, Jelena Kuljančić, Andreja Fičko, Marko Movre, Fabijan Pavao Medvešek, Ivana Deumić i Goran Kuretić

## Pjesme
- "Noble maiden fair"

Glazba: Patrick Doyle 
Tekst: Patrick Doyle
Izvode: Elidith Mackenzie i Peigi Baker
Prijevod s Gaelskog: Donald Macleod
- "Touch the sky"

Glazba: Alex Mandel 
Tekst: Mark Andrews i Alex Mandel
Izvodi: Julie Fowlis
Producenti: Jim Sutherland, Eamon Doorley i Julie Fowlis
- "Into the open air"

Glazba i tekst: Alex Mandel 
Izvodi: Julie Fowlis
Producenti: Jim Sutherland, Eamon Doorley i Julie Fowlis
- "Pjesma za Mor'dua"

Glazba: Patrick Doyle 
Tekst: Patrick Doyle i Steve Purcell
Izvodi: Ljubo Zečević

## Tehnička obrada hrvatske inačice
Režija: Ivan Plazibat
Prijevod: Ivan Plazibat
Glazbeni redatelj: Goran Kuretić
Prepjev: Goran Kuretić
Sinkronizacija: Livada Produkcija
Mix studio: Shepperton International
Kreativni supervizor: Mariusz Jaworowski